# Grand Prix automobile de Belgique 1974
Résultats du Grand Prix de Belgique de Formule 1 1974 qui a eu lieu sur le circuit de Nivelles le 12 mai 1974.

## Classement
| Pos  | N° | Pilote               | Écurie            | Tours | Temps/Abandon      | Grille | Points |
| ---- | -- | -------------------- | ----------------- | ----- | ------------------ | ------ | ------ |
| 1    | 5  | Emerson Fittipaldi   | McLaren-Ford      | 85    | 1 h 44 min 20 s 57 | 4      | 9      |
| 2    | 12 | Niki Lauda           | Ferrari           | 85    | + 0 s 35           | 3      | 6      |
| 3    | 3  | Jody Scheckter       | Tyrrell-Ford      | 85    | + 45 s 61          | 2      | 4      |
| 4    | 11 | Clay Regazzoni       | Ferrari           | 85    | + 52 s 02          | 1      | 3      |
| 5    | 14 | Jean-Pierre Beltoise | BRM               | 85    | + 1 min 08 s 05    | 7      | 2      |
| 6    | 6  | Denny Hulme          | McLaren-Ford      | 85    | + 1 min 10 s 54    | 12     | 1      |
| 7    | 33 | Mike Hailwood        | McLaren-Ford      | 84    | + 1 tour           | 13     |        |
| 8    | 26 | Graham Hill          | Lola-Ford         | 83    | + 2 tours          | 29     |        |
| 9    | 10 | Vittorio Brambilla   | March-Ford        | 83    | + 2 tours          | 31     |        |
| 10   | 41 | Tim Schenken         | Trojan-Ford       | 83    | + 2 tours          | 23     |        |
| 11   | 28 | John Watson          | Brabham-Ford      | 83    | + 2 tours          | 19     |        |
| 12   | 27 | Guy Edwards          | Lola-Ford         | 82    | + 3 tours          | 21     |        |
| 13   | 17 | Jean-Pierre Jarier   | Shadow-Ford       | 82    | + 3 tours          | 17     |        |
| 14   | 21 | Gijs Van Lennep      | Iso Marlboro-Ford | 82    | + 3 tours          | 30     |        |
| 15   | 22 | Vern Schuppan        | Ensign-Ford       | 82    | + 3 tours          | 14     |        |
| 16   | 37 | François Migault     | BRM               | 82    | + 3 tours          | 25     |        |
| 17   | 34 | Teddy Pilette        | Brabham-Ford      | 81    | + 4 tours          | 27     |        |
| 18   | 16 | Brian Redman         | Shadow-Ford       | 80    | Moteur             | 18     |        |
| Abd. | 2  | Jacky Ickx           | Lotus-Ford        | 72    | Surchauffe moteur  | 16     |        |
| Abd. | 42 | Tom Pryce            | Token-Ford        | 66    | Collision          | 20     |        |
| Abd. | 7  | Carlos Reutemann     | Brabham-Ford      | 62    | Moteur             | 24     |        |
| Abd. | 1  | Ronnie Peterson      | Lotus-Ford        | 56    | Fuite d'essence    | 5      |        |
| Abd. | 4  | Patrick Depailler    | Tyrrell-Ford      | 53    | Freins             | 28     |        |
| Abd. | 19 | Jochen Mass          | Surtees-Ford      | 53    | Suspension         | 26     |        |
| Abd. | 43 | Gérard Larrousse     | Brabham-Ford      | 53    | Pneumatique        | 11     |        |
| Abd. | 18 | Carlos Pace          | Surtees-Ford      | 50    | Tenue de route     | 8      |        |
| Abd. | 8  | Rikky von Opel       | Brabham-Ford      | 49    | Moteur             | 22     |        |
| Abd. | 24 | James Hunt           | Hesketh-Ford      | 45    | Accident           | 9      |        |
| Abd. | 20 | Arturo Merzario      | Iso Marlboro-Ford | 29    | Transmission       | 6      |        |
| Abd. | 15 | Henri Pescarolo      | BRM               | 12    | Collision          | 15     |        |
| Abd. | 9  | Hans-Joachim Stuck   | March-Ford        | 6     | Embrayage          | 10     |        |
| Nq.  | 44 | Leo Kinnunen         | Surtees-Ford      |       | Non qualifié       |        |        |

- Légende : Abd.=Abandon

## Pole position et record du tour
- Pole position : Clay Regazzoni en 1 min 09 s 82 (vitesse moyenne : 192,014 km/h).
- Tour le plus rapide : Denny Hulme en 1 min 11 s 31 au 37e tour (vitesse moyenne : 188,002 km/h).

## Tours en tête
- Clay Regazzoni : 38 (1-38)
- Emerson Fittipaldi : 47 (39-85)

## À noter
- 11e victoire pour Emerson Fittipaldi.
- 11e victoire pour McLaren en tant que constructeur.
- 70e victoire pour Ford Cosworth en tant que motoriste.
- 1er Grand Prix pour Tom Pryce.
- 1er et unique Grand Prix pour Gérard Larrousse.
- 1er Grand Prix pour Teddy Pilette.
- 1er Grand Prix de l'écurie Token Racing.